# El huerto de mi amada
El huerto de mi amada es una novela de comedia romántica del reconocido escritor peruano Alfredo Bryce Echenique (autor de Un mundo para Julius, La vida exagerada de Martín Romaña, La Amigdalitis de Tarzán, entre otras) ganadora del Premio Planeta 2002. El título de la obra fue tomado de una composición del músico peruano Felipe Pinglo.

## Título de la obra
"El huerto de mi amada" es el nombre de un vals compuesto por el también peruano Felipe Pinglo, uno de los máximos exponentes de la música criolla, citado en la parte introductoria del libro:
"Si pasas por la vera del huerto de mi amada

al expandir tu vista hacia el fondo verás

un florestal que pone tonos primaverales

en la quietud amable que los arbustos dan".

## Argumento
La historia transcurre en el Lima de los años 50, donde Carlitos Alegre di Lucca, joven de 17 años y de acaudalada familia, conoce a Natalia de Larrea y Olavegoya, una hermosa y codiciada mujer de la clase alta limeña que lo supera en 16 años de edad, en una fiesta de sociedad que ofrecen los padres de Carlitos. Rápidamente se apasionan el uno por el otro y, en medio de una caótica y escandalosa escena llena de encuentros violentos con los ebrios y celosos invitados, y con la repentina complicidad de los mayordomos de la familia de Carlitos, huyen a la casa vacacional de Natalia en las afueras de Lima, a la cual el ocurrente y excéntrico Carlitos llama "el huerto de mi amada". Es ahí, en el huerto (atendido por Luigi y Marietta), donde ambos se refugian de todos los prejuicios e hipocresía de la conservadora sociedad de la época.
Su familia decide denunciar a Natalia (ya que Carlitos es menor de edad) y la mejor amiga de ella, Antonella (madre de Carlitos), decide ya no tratar más con ella, lo que la hiere mucho.
Carlitos acaba de terminar sus estudios en el Markham College y se prepara para ingresar a la Facultad de Medicina de la Universidad Nacional Mayor de San Marcos, es así como conoce a los arribistas mellizos Raúl y Arturo Céspedes Salinas, quienes tras divertidos experimentos en los que usan la posición de Carlitos conocen a unas muchachas de clase alta, las hermanas Susy, Mary y Melanie Vélez-Sarsfield, quienes los fascinan por sus costumbres tan británicas y su visión de la vida tan cosmopolita.
Tras una fiesta de disfraces y un concurso de equitación, los mellizos deciden fijarse en otras muchachas, ya que no tienen opción con la chicas Vélez-Sarsfield. Por su parte, Natalia empieza a darse cuenta de la enorme diferencia de edades, lo que la preocupa mucho, dado que piensa que Carlitos la puede dejar por una chica más joven. Entonces decide dejar el Perú y marchar a París, preparando todo lo necesario y pidiéndole a Carlitos que empiece a aprender francés. Carlitos empieza sus lecciones con la señorita Melón y, después, con Melanie Vélez-Sarsfield, quien finalmente se enamora de él.
Después de vender todas sus propiedades (excepto el huerto que es dejado a Luiggi y Marietta) parten a París en octubre de 1959. Carlitos termina sus estudios de Medicina y se convierte en un prestigioso doctor en Europa y Estados Unidos. Los mellizos, en desesperada búsqueda de una mejor posición social, empiezan a frecuentar (con la ayuda de Carlitos, antes de que partiera) a Silvina y Talía Grau Henstridge, dos chicas sin dinero pero de muy bien relacionadas y descendientes del almirante Miguel Grau (hecho que impresiona a los mellizos).
Habían pasado más de 15 años, Carlitos de 33 años asiste a un congreso médico en Salta, Argentina. Ahí Carlitos se encuentra con los mellizos Céspedes (quienes finalmente se casan con las hijas de un millonario provinciano que queda en la ruina) y comete un error que para Natalia sería imperdonable: No llamarla cuando cumplió 50 años de edad. A su regreso a París, Carlitos encuentra a Natalia con un hombre, quien lo tira por las escaleras mientras ella le grita: ¡Te odio! ¡Te he odiado siempre!. 
Herido y con algún hueso fracturado, Carlitos es llevado al Hôpital Cochin, de donde después es dado de alta y encuentra, sorprendido, a Melanie Vélez-Sarsfield, quien lo había estado esperando y todavía lo amaba. Finalmente, Carlitos se casa con Melanie en una iglesia de Londres, ganándose el eterno odio de Natalia.

## Personajes
- Carlitos Alegre: Personaje principal.
- Natalia de Larrea: Acaudalada mujer que se convierte en pareja de Carlitos.
- Raúl y Arturo Céspedes: Arribistas amigos de Carlitos.
- Melanie Vélez-Sarsfield: Amiga de Carlitos, de quien se enamora.
- Susy y Mary Vélez-Sarsfield: Amigas de Carlitos y hermanas de Melanie.
- Carlos Alegre: Prestigioso médico y padre de Carlitos.
- Antonella di Lucca: Madre de Carlitos.
- Luigi y Marieta: Pareja italiana que sirve en el huerto de Natalia.
- Señor Molina: Chofer de Natalia.
- Dante Salieri: Médico argentino que se enamora de Natalia y que luego se convierte en enemigo de ella y Carlitos.
- Consuelo Salinas: Hermana de Raúl y Arturo Céspedes.
- Talía y Silvina Grau Henstridge: Jóvenes pretendidas por los mellizos.
- Olga y Jaime Grau: amigos de Natalia.